# Gran banc de Chagos

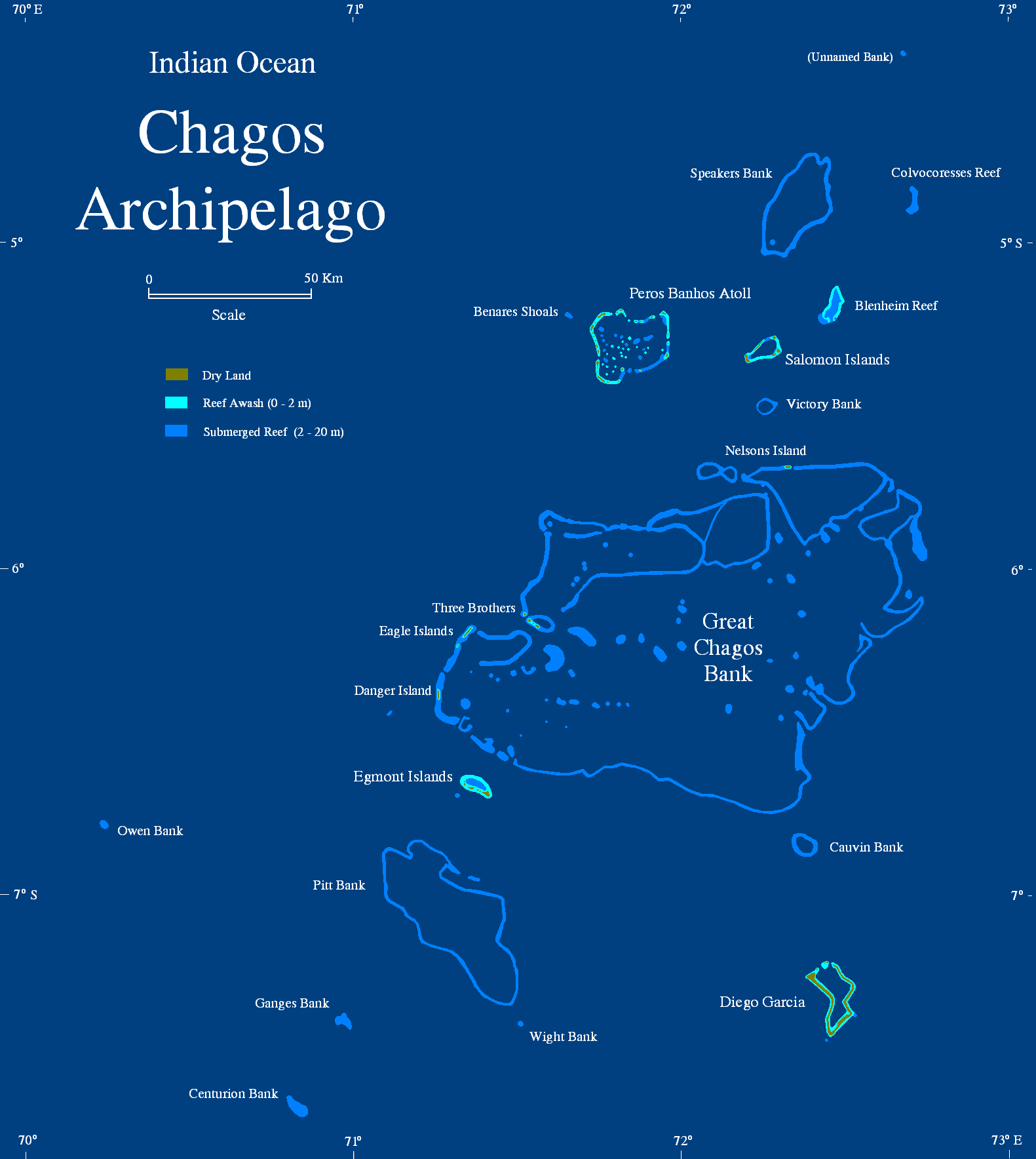
El Gran banc de Txagos es troba al centre de l'arxipèlag de les Txagos.

El Gran banc de Txagos, situat a l'arxipèlag de les Txagos, és l'estructura atòlica més gran del món, amb una àrea total de 12.642 km². Es troba a uns 500 km al sud de les Maldives, i està administrat pel Regne Unit mitjançant el Territori Britànic de l'Oceà Índic (TBOI).

## Illes
Tot i les seves proporcions enormes, el Gran banc de Txagos està format, principalment, per estructures submarines. Només hi ha quatre esculls fora de la superfície, la major part dels quals es troba a la regió occidental de l'atol, amb l'excepció de Nelsons Island, situada al centre de la franja septentrional. Aquests esculls tenen set o vuit platges baixes de sorra, amb una superfície total del voltant dels 5,6 km². Totes les illes i les aigües que les envolten formen part d'una Reserva Natural Integrada des del 1998. La llargada total de les extensions oriental i meridional del banc, així com els esculls situats a la part central, es troben completament submergides.
Les illes del Gran banc de Txagos, seguint les agulles del rellotge i començant des del sud, són les següents:
- Danger Island (amb una mica més de 2 km de nord a sud, i d'1 km d'amplada, es tracta d'una superfície de 0,66 km² amb una vegetació composta per palmeres que poden arribar fins als 12 metres d'alçada.
- Eagle Islands
  - Île Aigle (amb vegetació formada per palmeres de coco, i una superfície de 2,45 km².
  - Sea Cow Island (Île Vache Marine), poblada per arbres i una superfície de 18 hectàrees.
- Three Brothers (Trois Frères) i Resurgent Islands, amb una vegetació formada per palmeres de coco i una superfície de 0,4 km².
  - Île du Sud (South Island, largest of the group), 23 ha (57 acres)
  - Île du Milieu (illa del mig), de 8 hectàrrees.
  - illot sense nom
  - Île du Nord (illa del nord), de 6 hectàrees.
- Nelsons Island (2 km de llargada d'est a oest, i una amplada de 0,41 km, consta d'una superfície de 0,4 km² poblada per una vegetació alta i espessa.

## Cartografia dels esculls submergits
El Gran banc de Txagos va ser observat per primera vegada per part del comandant Robert Moresby, membre de la marina reial índia, el 1837; tots els mapes que es van dibuixar durant el segle i mig següent es basaven en la seva carta de navegació. Tot i que les cartes dels atols que representaven els esculls emergents, com ara Peros Banhos i Diego Garcia, eren bastant precisos, la cartografia dels esculls submergits que formaven el Gran banc de Txagos va resultar tot un desafiament. Les dimensions reals d'aquests esculls submergits no van ser coneguts fins que es va disposar de les imatges per satèl·lit, a finals del segle xx.
Els dibuixos originals del sistema hidrogràfic realitzats per Moresby eren diferents a la mida real dels esculls submergits, especialment en aquelles àrees on no hi havia illes properes, com en el cas de la zona sud-est del banc. Les fronteres de les primeres casrtes hidrogràfiques de la zona van ser marcades als mapes de navegació, durant la dècada de 1980, amb línies de punts i la llegenda "dubtosa existència", fins a l'edició de 1998.